# Ouleye Dieye
Ouleye Dieye (sinh ngày 9 tháng 1 năm 1986 ) là một cầu thủ bóng đá người Sénégal đang chơi cho Sirènes Grand Yoff và đội tuyển quốc gia Sénégal.
Cô chơi cho Sénégal tại Giải vô địch nữ châu Phi 2012.